# Nacaduba javana
Nacaduba javana är en fjärilsart som beskrevs av Lambertus Johannes Toxopeus 1927. Nacaduba javana ingår i släktet Nacaduba och familjen juvelvingar. Inga underarter finns listade i Catalogue of Life.